# Pasi Pandan
Pasi Pandan is een bestuurslaag in het regentschap Aceh Barat van de provincie Atjeh, Indonesië. Pasi Pandan telt 115 inwoners (volkstelling 2010).